# التاريخ المالي للجمهورية الهولندية

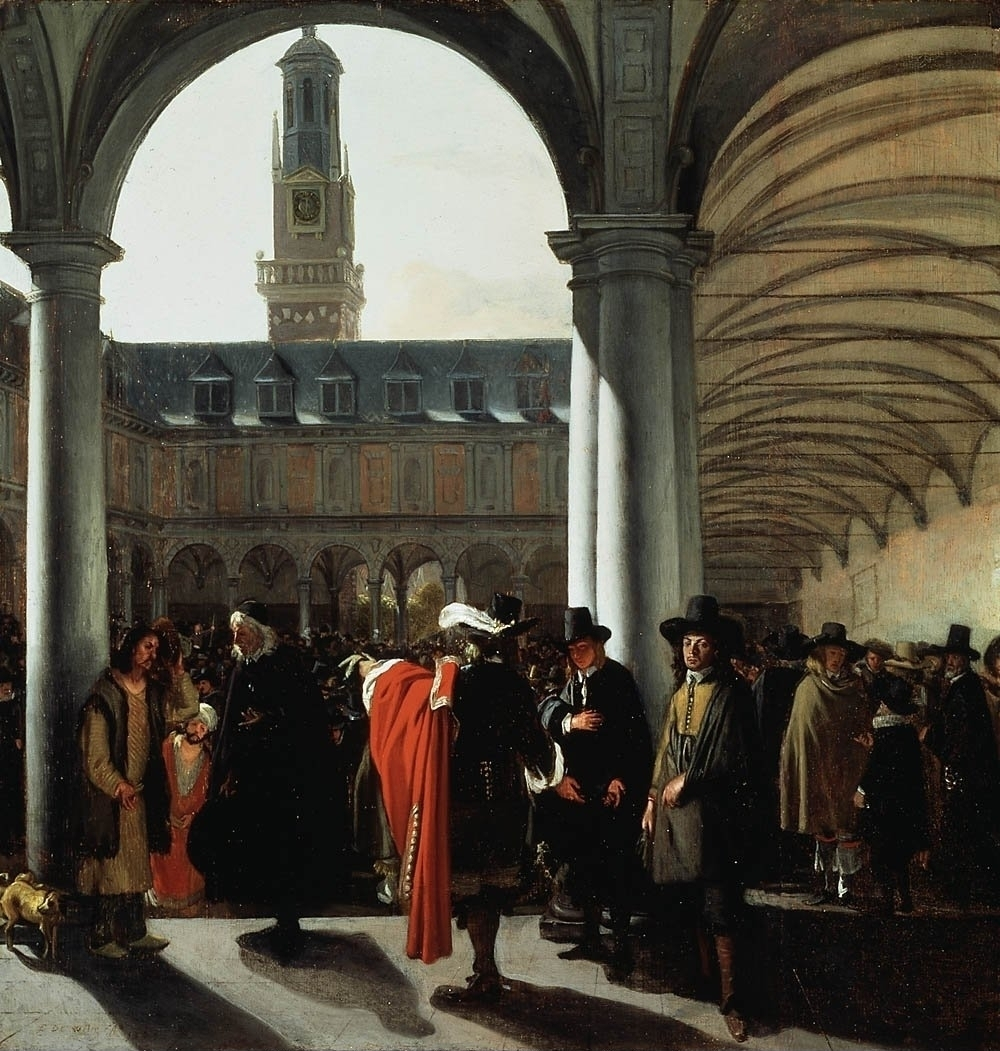
لوحة إيمانويل دي فيتى ساحة بورصة أمستردام.

ينطوي التاريخ المالي للجمهورية الهولندية على التنمية المترابطة للمؤسسات المالية فيها. أدى النمو الاقتصادي الحثيث للبلاد عقب الثورة الهولندية في الأعوام 1585 – 1620، مصحوبًا بتراكم سريع بنفس الوتيرة لصندوق ضخم من المدخرات، إلى ضرورة استثمار هذه المدخرات بطريقة مربحة. قدّم القطاع المالي الهولندي في مكوناته العامة والخاصة على حد سواء طائفة كبيرة من المنتجات الاستثمارية الحديثة إلى جانب احتمالية (إعادة) الاستثمار في التجارة والصناعة وفي مشاريع البنية التحتية. كان من بين هذه المنتجات السندات العامة التي طرحتها الحكومات الهولندية على الأصعدة الوطنية والإقليمية والمحلية؛ واعتمادات القبول والعمولة التجارية؛ والتأمين الملاحي وغير ذلك من المنتجات التأمينية الأخرى، والشركات ذات الأسهم المطروحة للتداول العام مثل شركة الهند الشرقية الهولندية، ومشتقاتها. ساعدت مؤسسات مثل بورصة أمستردام، وبنك أمستردام، والمصرفيون التجار في الوساطة لهذا الاستثمار. أنتجت أسهم رأس المال المستثمرة بمرور الوقت تيار الدخل الخاص بها (نظرًا للميل الشديد في إنقاذ الرأسماليين الهولنديين)، مما سبب تحمل أسهم رأس المال نسب هائلة. حالت المشاكل الهيكلية في الاقتصاد الهولندي في نهاية القرن السابع عشر دون الاستثمار المربح من جانب رأس المال هذا في القطاعات الهولندية المحلية، أعيد توجيه تيار الاستثمارات بصورة متزايدة نحو الاستثمار في الخارج في الدين السيادي والأوراق المالية الأجنبية والسندات والبنية التحتية على حد سواء. هيمنت هولندا على السوق الرأسمالي الدولي لغاية الأزمات في نهاية القرن الثامن عشر التي تسببت في سقوط الجمهورية الهولندية.

## تمهيد
يتعين على الناس كي يفهموا جيدًا سمات تاريخ نظام المالية العامة، والنظام المالي والمصرفي الخاص (الدولي) الذي يرتبط ارتباطًا وثيقًا بالجمهورية الهولندية أن يعاينوها في سياق التاريخ العام لهولندا ومؤسساتها، وفي تاريخها الاقتصادي العام (1500 – 1815). على النقيض من ذلك التاريخ العام، يعنى هذا التاريخ القطاعي بالقطاع الضريبي والمالي.
من المهم أن ندرك أن هذه التواريخ العامة تختلف عن تلك الممالك في أوروبا الغربية المركزية، مثل إسبانيا وفرنسا وإنجلترا والدنمارك والسويد في بدايات العصر الحديث. تمتعت هولندا في أواخر القرن الخامس عشر بدرجة عالية من اللامركزية بمعزل عن أصولها في هولندا الهابسبورغية، وصدت بنجاح (بخلاف الممالك المذكورة) المحاولات الرامية إلى ضمها لتخضع للسلطة المركزية للدولة الحديثة. نتجت الثورة الهولندية التي أدت إلى جمهورية هولندا المتحدة عمليًا من المقاومة المناهضة للمحاولات التي بذلها مندوبي ملك اسبانيا فيليب الثاني، حاكم البلاد من آل هابسبورغ، لإقامة دولة مركزية ونظام مركزي للمالية العامة. نجم النظام المالي الحديث في حالات أخرى عن مصالح الدولة الملكية المركزية وأصبح خاضعًا لها، وأما من الناحية الهولندية، فكان أساسه النظام المالي الناشئ الذي أُدير لصالح الدفاع عن كيان سياسي لا مركزي.
ومن قبيل المفارقة، أن حكام هابسبورغ أنفسهم من دفع نحو الإصلاحات المالية التي منحت المقاطعات الثائرة الأسباب لتقاوم سطوة الملك. فقد كان الإمبراطور كارلوس الخامس في حاجة إلى زيادة القدرة على الاقتراض لحكومته لتغطية العديد من مغامراته العسكرية. كان لا بد لبلوغ هذا الغرض من اتخاذ جملة من الإصلاحات المالية التي من شأنها أن تضمن خدمة الدين العام على النحو الملائم، (وبالتالي تعزيز الجدارة الائتمانية لحكومته). اقترح رئيس مجلس ولاية هابسبورغ لودافيك فان شور عام 1542، فرض سلسلة من الضرائب في جميع أنحاء هابسبورغ هولندا: ضريبة بنس العُشر (أي ضريبة بنسبة 10%) على الدخل من الممتلكات العقارية والقروض الخاصة، وضريبة الإنتاج على البيرة والخمر والأقمشة الصوفية. سيكون بوسع المقاطعات المستقلة التي جمعت هذه الضرائب الدائمة أن تدفع إعانات مالية موسعة للحكومة المركزية، (ويمكنها من خلال إصدار سندات تضمنها إيرادات هذه الضرائب) تمويل الضرائب الاستثنائية (التي تدعى: beden في الهولندية القديمة) في أوقات الحرب. عززت هذه الإصلاحات، خلافًا لما كان متوقعًا، مكانة المقاطعات، لا سيما هولندا، إذ طالبت ولايات هولندا أن تسيطر كليًا على إنفاق المدفوعات النقدية للضرائب باعتبار ذلك شرطًا للموافقة على الإصلاحات.
أصبح بإمكان هولندا أن تنشئ ائتمانًا خاصًا بها، باعتبار أن المقاطعة كانت قادرة على إلغاء قروض السندات التي سبق فرضها عنوة بوصفها قروض سارية. وبموجب ذلك برهنت هولندا للدائنين المحتملين أنها كانت جديرة بالثقة. جلب هذا الأمر إلى حيز الوجود سوقًا للائتمان الطوعي الذي لم يكن معهودًا في السابق. مما أتاح لهولندا والمقاطعات الأخرى إصدار سندات بسعر فائدة منطقي في اتحاد ضخم من المستثمرين الطوعيين.
لم تَهنأ الحكومة المركزية بهذا الائتمان الجيد. بل على النقيض من ذلك، ازدادت احتياجاتها المالية ازديادًا هائلًا إثر تولي الملك فيليب الثاني العرش، وأسفر ذلك عن الأزمة التي تسببت بالثورة. حاول الوصي الجديد على العرش فرناندو ألفاريز دي توليدو دوق ألبا الثالث، فرض ضرائب جديدة لتغطية نفقات إخماد الاضطرابات العامة بعد تحطيم الأيقونات في 1566 دون البحث في السبل الدستورية الملائمة. مما أسفر عن تمرد عام في هولندا، لا سيما في المقاطعات الشمالية. تمكن هؤلاء من مقاومة الهجوم الضاري الذي شنته القوات الملكية عسكريًا، والسبب في ذلك يرجع للأساس الضريبي الذي أسسوه في السنوات السابقة.
أمسكت هذه المقاطعات الإعانات المالية عن الحكومة المركزية التي كان من المفترض أن تمول الضرائب المفروضة عليهم. وعليه اضطرت الحكومة المركزية تمويل الحرب من خلال التحويلات من أراضي هابسبورغ الأخرى، لا سيما اسبانيا نفسها. أدى هذا إلى زيادة هائلة في حجم الدين العام في اسبانيا التي كانت في نهاية المطاف عاجزة عن تحمله، وبالتالي ضرورة قبول استقلال الهولنديين في 1648.
على النحو المبين في المقالة العامة عن تاريخ هولندا الاقتصادي، سرعان ما أفضت الثورة السياسية إلى ثورة اقتصادية أيضًا تتصل جزئيًا بالأحداث السياسية (مثل تنامي شركة الهند الشرقية الهولندية، والتي تلقت الإمبراطورية منها خلال فترة التصنيع البدئي 50% من النسيج و80% من الحرير المستوردين من إمبراطورية مغول الهند، وعلى رأسها المنطقة الأكثر تقدمًا فيها والمعروفة باسم صوبة البنغال، ونظيرتها الهند الغربية)، وتتصل بنواح أخرى غير ذات صلة (مثل الثورات في قطاع الشحن البحري ومصائد الأسماك والصناعة، والتي يبدو أنها أكثر من ذلك نظرًا للابتكارات التقنية). كانت هذه الثورة الاقتصادية في جزء منها سببًا، وساعدت بشكل أكبر جزئيًا من خلال مجموعة من الابتكارات الضريبية والمالية التي ساعدت الاقتصاد الهولندي في الانتقال إلى «الحداثة» في مطلع القرن السابع عشر.